# Jordan Lyles
Pour les articles homonymes, voir Lyles.
Jordan Horton Lyles (né le 19 octobre 1990 à Florence, Caroline du Sud, États-Unis) est un lanceur droitier des Ligues majeures de baseball jouant avec les Orioles de Baltimore.

## Carrière

### Astros de Houston
Jordan Lyles est repêché en 2008 par les Astros de Houston. Le jeune homme, qui évolue dans une école secondaire de Hartsville en Caroline du Sud, est le 38e joueur choisi au total et le deuxième athlète sélectionné par les Astros au premier tour de sélection cette année-là après Jason Castro. Ce choix de repêchage est obtenu par Houston en compensation pour la perte de l'agent libre Trever Miller, signé quelques mois plus tôt par Tampa Bay.
Lyles, un lanceur partant, est considéré dans les années suivantes parmi les joueurs des ligues mineures les plus prometteurs parmi ceux appartenant aux Astros, au point d'être considéré par Baseball America avant le début de la saison 2011 comme leur joueur d'avenir possédant le meilleur potentiel.

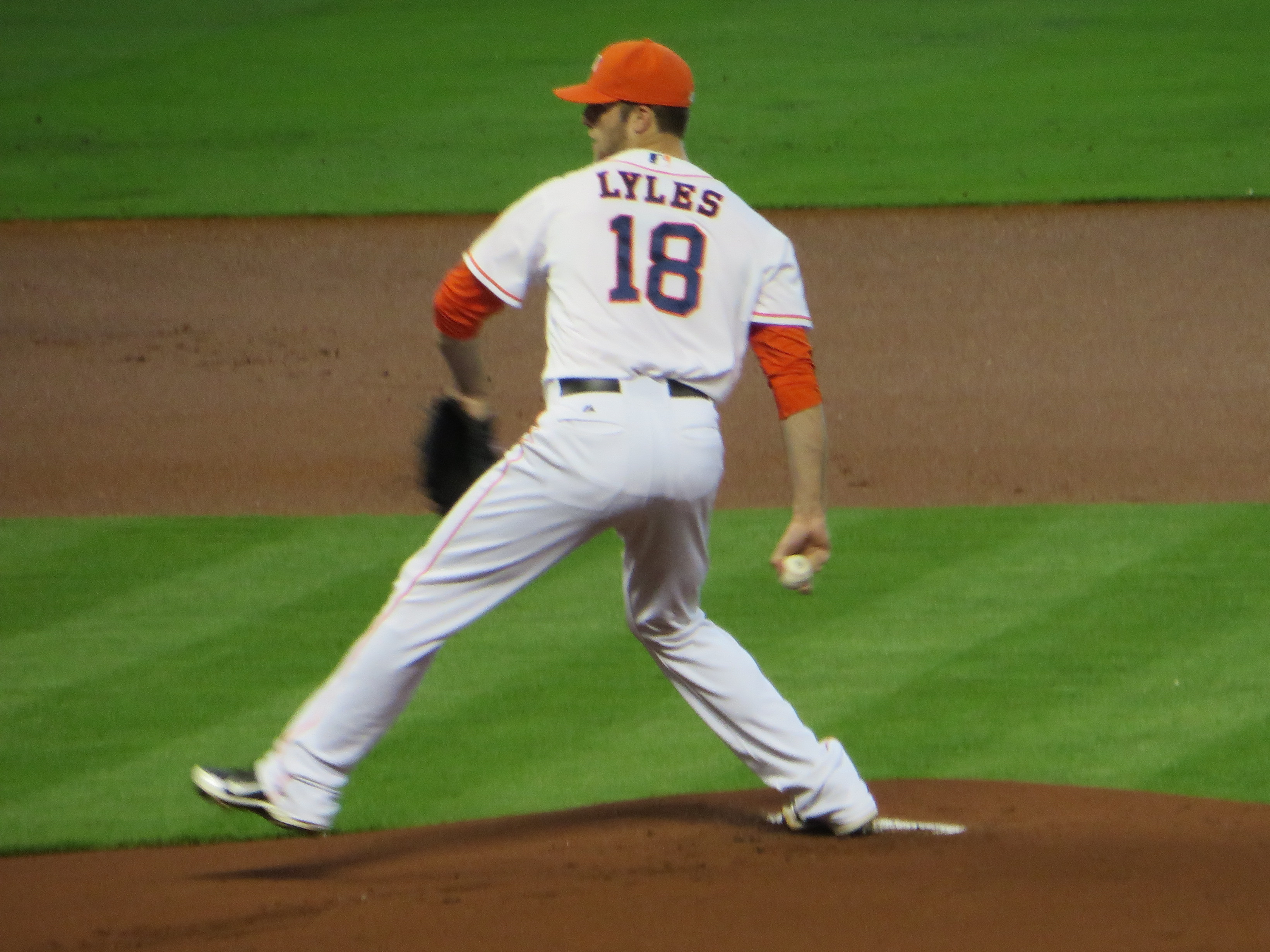
Lyles en 2013 avec Houston.

Le 31 mai 2011, Jordan Lyles fait ses débuts dans le baseball majeur alors qu'il livre une excellente performance au Wrigley Field de Chicago contre les Cubs. Il n'accord que deux points en sept manches lancées, mais ne reçoit pas de décision gagnante dans la victoire des Astros. Il subit 6 défaites de suite avant de savourer sa première victoire dans les majeurs le 3 août sur les Reds de Cincinnati. En 20 matchs joués, dont 15 comme lanceur partant, il remporte 2 victoires contre 8 défaites en 2011 avec une moyenne de points mérités de 5,36 en 94 manches au monticule.
En 2012, la fiche victoires-défaites de Lyles est de 5-12 avec une moyenne de points mérités de 5,09 en 25 départs et 141 manches et un tiers lancées.
Il passe 141 manches et deux tiers au monticule en 2013 et affiche une moyenne de 5,59 points mérités par partie en 27 matchs, dont 25 comme lanceur partant. Il remporte 7 victoires contre 9 défaites.

### Rockies du Colorado
Le 3 décembre 2013, les Astros échangent Jordan Lyles et le voltigeur Brandon Barnes aux Rockies du Colorado contre le voltigeur Dexter Fowler.
Lanceur partant jusqu'en 2015, Lyles alterne entre ce rôle et celui de lanceur de relève en 2016. En 2017, il n'est utilisé que comme releveur avant d'être laissé tomber par les Rockies en cours de saison.

### Padres de San Diego
Après avoir débuté 2017 au Colorado, Lyles est récupéré en août par les Padres de San Diego.